# Ишгъл
Ѝшгъл (на немски: Ischgl) е курортно селище в Западна Австрия. Разположен е в долината Пацнаун, окръг Ландек на провинция Тирол около река Тризана. Надморска височина 1377 m. Отстои на 23 km югозападно от окръжния център град Ландек и на 8 km северозападно от границата с Швейцария. Население 1639 жители към 1 април 2009 г.